# Tomás de Cápua
Tomás de Cápua (em italiano:  Tommaso de Capua), também chamado de Tommaso del Vescovo, Maître Thomasius e Tomás de Episcopo Capuanus (data incerta - 22 de agosto de 1243) foi um cardeal italiano, Penitenciário-mor e cardeal-protopresbítero.

## Biografia
Subdiácono apostólico, foi notário papal em Roma. Ele era um poeta e um orador.
Eleito arcebispo de Nápoles em 28 de janeiro de 1216, renunciou à Sé em 18 de fevereiro de 1216. O Papa Honório III ordenou ao capítulo da catedral que nomeasse seu sucessor em 17 de janeiro de 1217.
Foi criado cardeal-diácono de Santa Maria em Via Lata no consistório de 1216. Passa para a ordem dos cardeais-presbíteros e recebe o título de Santa Sabina em 13 de junho de 1216. Nomeado Penitenciário-mor em 1219. Eleito patriarca latino de Jerusalém pelos cânones do capítulo da catedral em 1225, ele não foi confirmado pelo Papa Honório III. Legado em Viterbo com o cardeal Rinaldo Conti di Segni. Legado na Lombardia e ante o Imperador Frederico II.
Em 1230, torna-se o cardeal-protopresbítero. Ele escreveu o Summa dictaminis, um dos monumentos da diplomacia medieval, assim como hinos à Santíssima Virgem e aos santos.
Morreu em 22 de agosto de 1243, em Anagni.

## Conclaves
- Eleição papal de 1216 - participou da eleição do Papa Honório III
- Eleição papal de 1227 - participou da eleição do Papa Gregório IX
- Eleição papal de 1241 - participou da eleição do Papa Celestino IV
- Eleição papal de 1243 - participou da eleição do Papa Inocêncio IV